# Terry Klassen
Terry Klassen, född 31 mars 1957 i Winnipeg i Manitoba, är en kanadensisk röstskådespelare, dialogregissör och manusförfattare. Han är mest känd för att bland annat vara röstskådespelare och dialogregissör i den animerade TV-serien My Little Pony: Vänskap är magisk. Han har också givit röst åt många andra karaktärer, såsom katten Sylvester i Baby Looney Tunes, och Tony och Seth Persson (engelskt efternamn: Parsons) i Tvillingarna Kramp.